# Loi relative au régime et à la répartition des eaux et à la lutte contre leur pollution
La loi du 16 décembre 1964 relative au régime et à la répartition des eaux et à la lutte contre leur pollution constitue, avec la loi sur l'eau du 3 janvier 1992, l'un des principaux textes législatifs régissant, en France, la gestion des ressources en eau. 

## Objectifs et contenus
Cette loi tente de lutter contre la pollution des eaux et d'assurer l'alimentation en eau potable des populations tout en permettant de fournir à l'agriculture et à l'industrie l'eau dont elles ont besoin. Elle porte donc sur l'ensemble des ressources en eau, à l'exception de l'eau minérale.
La loi aboutit à la création en France métropolitaine de six circonscriptions administratives associées aux grands bassins hydrographiques, les agences de bassin devenues dites  agences de l'eau. 
Chacune de ces circonscriptions est gérée par un organisme consultatif, le comité de bassin, et un organisme exécutif, l'agence de l'eau.

## Historique
Le Premier ministre français Michel Debré crée en 1959 au niveau du Commissariat général du Plan une « Commission de l'eau » dont la rapporteur général, Ivan Cherret, ingénieur des Ponts et Chaussées, est à l'origine de la loi du 16 décembre 1964 et de la création des agences de l'eau.
Cette loi est considérée comme l'une des prémices du droit de l'environnement et l'un des textes fondateurs du droit contemporain de l'eau. Elle a inspiré d'autres législations en Europe ou ailleurs . 